# William Yarborough
William Pelham Yarborough (Seattle, 12 de maio de 1912 - Southern Pines, 6 de dezembro de 2005) foi um alto oficial do Exército dos Estados Unidos. Yarborough projetou o distintivo de pára-quedista do Exército dos EUA, o uniforme  pára-quedista e as botas de salto. Ele é conhecido como o "Pai dos Boinas Verdes Modernos". Ele era descendente da Casa Yorkshire de Yarborough. Yarborough era um primo distante de figuras nobres britânicas como o Barão Deramore, Lord Alvingham, o Duque de Buccleugh e o Marquês de Bath.

## Vida pregressa
William Pelham Yarborough nasceu em 12 de maio de 1912, filho do Coronel Leroy W. e Addessia Yarborough em Seattle, no estado de Washington. Ele cursou o ensino médio na Academia Militar de San Rafael, na Califórnia e mais tarde em Columbus, na Geórgia. Em 1931, Yarborough alistou-se no Exército dos Estados Unidos, obtendo uma nomeação para a Academia Militar dos EUA um ano depois, em 1932. Ao se formar em West Point, em junho de 1936, Yarborough foi empossado como segundo-tenente pelo General dos Exércitos John Joseph Pershing. Ele foi designado para o 57º Regimento de Infantaria, Batedores Filipinos em Fort McKinley, na cidade de Luzon, onde permaneceu até fevereiro de 1940, quando foi transferido para o 29º Regimento de Infantaria em Fort Benning, na Geórgia . Ele se ofereceu para as forças aerotransportadas e se juntou ao recém-formado 501º Batalhão de Pára-quedistas no final de 1940 e recebeu o comando da Companhia "C". Mais tarde, como Oficial de Teste do Grupo Provisório de Paraquedismo em 1941, ele projetou a bota de salto dos paraquedistas, o uniforme paraquedista, o brevê paraquedista e o bordado do fundo aerotransportado, e uma série de contêineres de entrega aerotransportada pelos quais recebeu patentes americanas.
 

Exemplo do primeiro paraquedista
<br> distintivo e primeiro fundo aéreo
<br> corte, projetado para o 501º
<br> Batalhão de pára-quedas durante a Segunda Guerra Mundial.
Yarborough conheceu sua futura esposa, Norma Tuttle Yarborough (1918–1999), quando ela tinha 12 anos e ele 18. Na época, eles eram vizinhos quando seus pais trabalhavam em Fort Benning. Eles se reencontraram quando as duas famílias eram vizinhas no Plattsburgh Barracks, em Nova York. A futura Sra. Yarborough estudou com Karl Menninger na Washburn University quando seu pai foi designado para Fort Leavenworth. Em 1936 ela foi coroada "Miss Topeka".

## Segunda Guerra Mundial

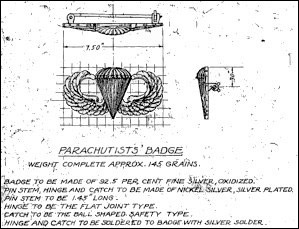
Esboço original do distintivo de pára-quedista, por William P. Yarborough (Patente #134963).

Em julho de 1942, sete meses após os Estados Unidos entrarem na Segunda Guerra Mundial, devido ao ataque japonês a Pearl Harbor, Yarborough, agora major, foi selecionado pelo Major-General Mark W. Clark para ser seu Conselheiro Aerotransportado e nessa função o acompanhou até a Inglaterra. Como membro ativo do Grupo de Planejamento de Londres (em inglês:  London Planning Group), ele desenvolveu o conceito e o plano inicial para a fase aerotransportada da invasão aliada do Norte da África, com o codinome Operação Tocha. Quando a Força-Tarefa de Paraquedistas partiu de Land's End, Inglaterra, em 7 de novembro de 1942, Yarborough, como segundo em comando (em inglês:  Executive officer, XO), acompanhou-a em seu voo sobre a Espanha em direção aos seus objetivos na Argélia. Este foi o voo operacional mais longo já feito por tropas paraquedistas. No decurso da acção que se seguiu, o avião em que ele voava foi abatido por um caça francês de Vichy sobre o Sebkha d'Oran. Ele participou de operações de combate para capturar o Aeródromo de Tafaroui, na Argélia. Uma semana depois, Yarborough saltou de paraquedas no campo de aviação Youks-les-Bains perto de Tébessa, na Argélia (perto da fronteira com a Tunísia) e lutou como parte de uma força-tarefa combinada francesa e de paraquedistas americanos na Tunísia até janeiro de 1943, quando retornou aos Estados Unidos.
Em março de 1943, Yarborough retornou ao Norte da África como comandante (em inglês:  Commanding officer, CO) do 2º Batalhão, 504º Regimento de Infantaria Paraquedista, sob o comando do Coronel Reuben H. Tucker, parte da 82ª Divisão Aerotransportada, comandada pelo Major-General Matthew Ridgway. Yarborough, promovido a tenente-coronel em maio, liderou seu batalhão durante a invasão aliada da Sicília, Operação Husky. Após uma emboscada desastrosa das forças italianas no Passo de Tumminello, Yarborough foi destituído do seu comando pelo Major-General Ridgway. Mark Clark, então tenente-general comandante do Quinto Exército americano, designou-o para seu estado-maior. Durante a invasão aliada da Itália em setembro, Yarborough serviu como oficial do estado-maior aerotransportado G-3 do Quinto Exército e organizou a zona de lançamento noturna para receber os últimos elementos da 82ª Divisão Aerotransportada, que havia voado da Sicília para socorrer a sitiada cabeça de praia em Salerno.
Pouco antes da queda da cidade e porto italiano de Nápoles, Yarborough recebeu o comando do 509º Batalhão de Infantaria Paraquedista, cujo comandante, o Major Doyle Yardley, havia sido capturado. Sua unidade, como parte da Força Ranger do Coronel William O. Darby, fez os desembarques iniciais em Anzio-Netuno em janeiro de 1944 e manteve uma posição-chave na cabeça de praia pelos dois meses seguintes. Mais tarde, após ser substituído em Anzio, sob seu comando, o 509º e dois batalhões de paraquedistas anexados lideraram os desembarques aliados no sul da França, pousando no topo de uma montanha perto de Le Muy antes do amanhecer. Cannes, Nice e Monte Carlo, ao longo da Côte d'Azur, caíram nas mãos dos paraquedistas, que então se voltaram para o norte, em direção aos Alpes Marítimos, para proteger o flanco direito do Sétimo Exército americano, do Tenente-General Alexander Patch, enquanto ele se movia para o norte.
Yarborough retornou brevemente aos Estados Unidos para frequentar o 21º curso da Escola de Comando e Estado-Maior do Exército dos EUA em Fort Leavenworth, no Kansas. Ele retornou à Itália em janeiro de 1945 como comandante da 473ª Equipe de Combate Regimental, que anteriormente havia sido uma unidade de artilharia antiaérea. O 473º serviu na Campanha Italiana, que, durante a Operação Grapeshot, abriu caminho pela Costa da Ligúria até Gênova e a fronteira francesa quando a Segunda Guerra Mundial chegou ao fim. Foi durante esta campanha que ele foi condecorado com a Estrela de Prata.

## Serviço na Europa, EUA e Camboja
Em junho de 1945, o 473º Regimento de Infantaria foi desativado e Yarborough, permanecendo na Europa, foi nomeado Marechal-Provost; primeiro do 15º Grupo de Exércitos e, mais tarde, das Forças dos EUA na Áustria e do Comando da Área de Viena. Nesta última posição, ele organizou a famosa Patrulha Internacional Quádrupla de polícias militares russas, francesas, britânicas e americanas.
De 1947 a 1949, Yarborough serviu como Diretor do Departamento de Informação e Educação de Tropas na Escola de Informação das Forças Armadas em Carlisle Barracks, na Pensilvânia. Em 1950, ele retornou à Europa pela terceira vez para frequentar a Escola de Estado-Maior britânica em Camberley, na Inglaterra. Após a graduação, ele foi designado para a Seção de Planos da OTAN do Grupo Consultivo Militar Conjunto Americano para a Europa, sediado em Londres. Ele ingressou na Escola Superior de Guerra do Exército dos Estados Unidos como aluno em 1952 e, após se formar, serviu no corpo docente por três anos.
Em 1956, ele se tornou vice-chefe do Grupo de Aconselhamento e Assistência Militar dos EUA para o Camboja. Ele permaneceu nessa designação até retornar à Escola Superior de Guerra do Exército dos EUA para uma missão temporária antes de assumir o comando do 1º Grupo de Batalha, 7ª Divisão de Infantaria, em Fort Benning, na Geórgia, transferindo-o posteriormente para Aschafemburgo, na Alemanha. Deixando o Grupo de Batalha em 1958, ele comandou o 66º Grupo do Corpo de Contrainteligência em Stuttgart por dois anos até sua transferência para Fort Bragg, na Carolina do Norte.

## Comandante do Centro de Guerra Especial do Exército dos EUA

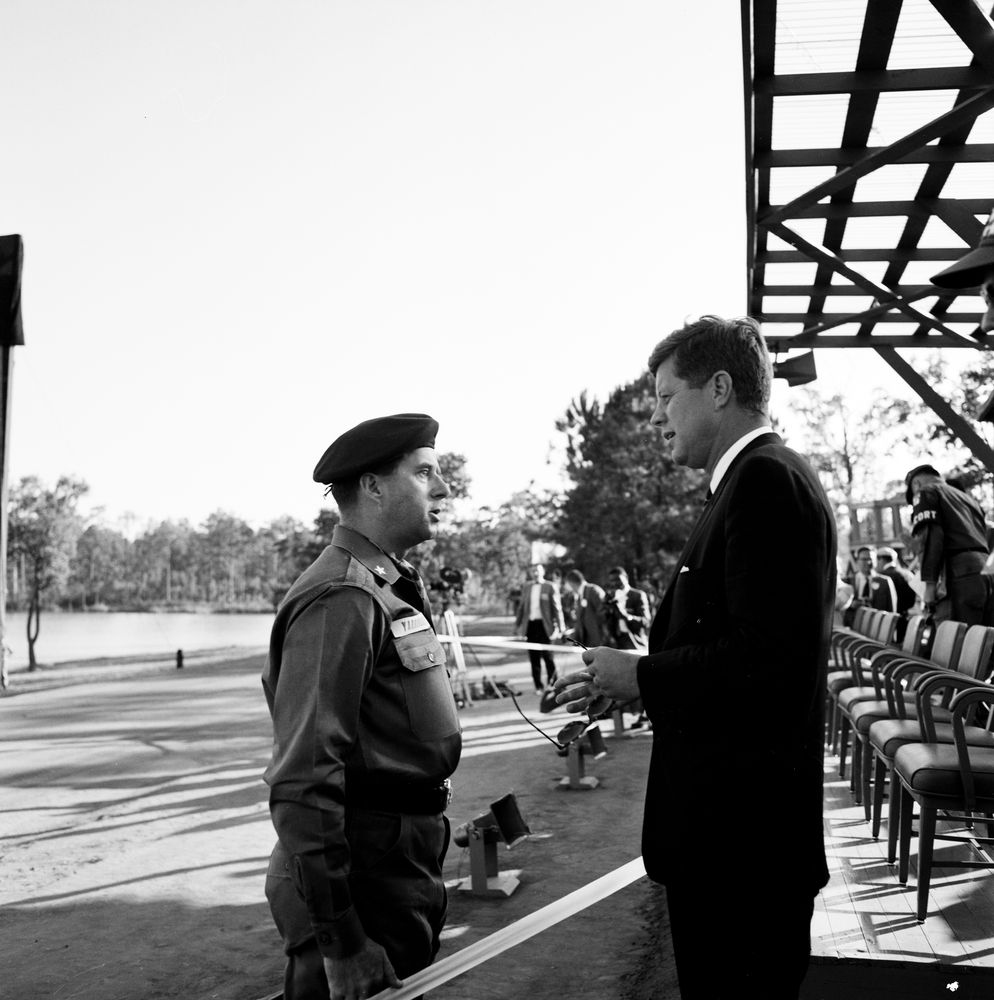
O então General-de-Brigada Yarborough se reuniu com o Presidente John F. Kennedy em Ft Bragg, em 12 de outubro de 1961.

Em janeiro de 1961, ele foi nomeado comandante do Centro/Escola de Guerra Especial do Exército dos EUA em Fort Bragg, na Carolina do Norte. Permanecendo até 1965, ele foi fundamental na formação das Forças Especiais do Exército dos EUA, supervisionando a ativação de quatro novos Grupos. Ele também trabalhou diligentemente para aumentar o padrão profissional e acadêmico da Escola JFK, trazendo figuras nacionais em antropologia, história, ciência e convidando importantes figuras políticas para palestras. Ele iniciou uma revisão exaustiva de programas de treinamento e doutrina, e escreveu inúmeras monografias sobre assuntos pertinentes às Operações Especiais, que ainda são relevantes hoje. Foi também sob sua gestão que os estudantes estrangeiros foram totalmente integrados ao treinamento e o ensino de idiomas foi expandido. Ele criou cinco novos cursos, incluindo a Escola de Consultoria de Treinamento de Assistência Militar, o curso de Guerra Não-Convencional e o curso de Contraterrorismo. Ele também iniciou um estudo de equipe que mais tarde resultou na mudança da Escola de Assuntos Civis do Exército dos EUA de Fort Gordon, na Geórgia, para Fort Bragg.
Foi durante seu mandato como comandante do Centro de Guerra Especial que, em 1961, ele providenciou a visita do Presidente Kennedy ao Forte Bragg. Os resultados foram duplos: a obtenção de financiamento para desenvolver ainda mais as Forças Especiais em uma unidade estratégica dentro do Exército dos EUA e o sinal mais visível: a autorização da Boina Verde para uso como cobertura oficial das Forças Especiais. O design de Yarborough para o uniforme original dos paraquedistas foi incorporado ao uniforme tropical do Exército de 1963, que mais tarde foi usado por todas as unidades do Exército na Guerra do Vietnã.

### Colômbia
Uma equipe de alto nível de Guerra Especial dos EUA de Fort Bragg, liderada pelo comandante Yarborough, visitou a Colômbia em fevereiro de 1962. Em um suplemento secreto ao seu relatório aos Chefes do Estado-Maior Conjunto, Yarborough encorajou uma força irregular de permanência e seu envio imediato para eliminar comunistas que representassem uma ameaça futura:
[Um] esforço concertado da equipa nacional deve ser feito agora para selecionar pessoal civil e militar para treinamento clandestino em operações de resistência, caso sejam necessários mais tarde. Isso deve ser feito com vistas ao desenvolvimento de uma estrutura civil e militar para exploração no caso do sistema de segurança interna colombiano se deteriorar ainda mais. Essa estrutura deve ser usada para pressionar por reformas que sejam conhecidas como necessárias, desempenhar funções de contra-agente e contra-propaganda e, quando necessário, executar atividades paramilitares, de sabotagem e/ou terroristas contra proponentes comunistas conhecidos. Deveria ser apoiado pelos Estados Unidos.
Yarborough encorajou "um programa intensivo de registro civil... para que [todos] sejam eventualmente registrados em arquivos do governo, juntamente com impressões digitais e fotografias". Procedimentos e técnicas de interrogatório, incluindo questionamentos regulares de moradores rurais "que se acredita terem conhecimento de atividades de guerrilha" foram aconselhados. "O interrogatório exaustivo dos bandidos, incluindo pentatol de sódio e polígrafo, deve ser usado para obter cada fragmento de informação. Tanto o Exército quanto a Polícia precisam de interrogadores treinados." O pentatol foi originalmente usado por médicos para relaxamento, mas na década de 1970 foi relatado que foi usado por algumas forças militares latino-americanas para induzir "paralisia, agonia e terror."
"Em geral, a equipe de Yarborough recomendou que os EUA fornecessem orientação e assistência em todos os aspectos da contra-insurgência... Pessoal civil e militar, clandestinamente selecionado e treinado em operações de resistência, seria necessário para desenvolver uma estrutura civil e militar subterrânea. Esta organização deveria empreender 'execução clandestina de planos desenvolvidos pelo Governo dos Estados Unidos em direção a objetivos definidos nos campos político, econômico e militar'... ela iria... empreender... 'atividades paramilitares, de sabotagem e/ou terroristas contra proponentes comunistas conhecidos'." Yarborough não sentiu que isso seria bem-sucedido a menos que estivesse sob o comando dos EUA.

## Serviço asiático
Após seu mandato na Escola de Guerra Especial, ele serviu como Membro Sênior na Comissão de Armistício Militar do Comando da ONU em Panmunjom (1965.2.18~1965.10.5), na Coreia, onde foi o principal porta-voz e negociador do Comando da ONU em negociações com os norte-coreanos e chineses. Ele então foi designado como Chefe Adjunto do Estado-Maior para Operações Especiais no Pentágono, com a responsabilidade de todas as unidades e atividades das Forças Especiais, PSYOP e Assuntos Civis. Nessa posição, ele concluiu estudos exaustivos sobre o estado das insurgências na Tailândia e na América Latina. Um ano depois, ele se tornou Chefe Adjunto do Estado-Maior de Inteligência do Estado-Maior do Exército, onde monitorou os programas de treinamento de inteligência do Exército, forneceu materiais de inteligência finalizados ao Estado-Maior do Exército e dirigiu o programa de segurança de pessoal do Exército. Ele também dirigiu os programas nos quais os adidos militares estrangeiros designados para Washington estavam envolvidos e foi responsável pelo credenciamento deles pelo DA.
Durante os últimos anos de sua carreira, Yarborough foi o principal oficial de inteligência do Exército no Pentágono em Washington, DC. Ele assumiu o comando do I Corpo na Coreia em 1968, cargo que ocupou por um ano. O I Corpo era composto por armas convencionais e nucleares, duas divisões americanas, três divisões coreanas e uma brigada de fuzileiros navais coreana, totalizando aproximadamente 100.000 homens. Em 1969, ele foi designado Chefe do Estado-Maior e Vice-Comandante em Chefe do Exército dos EUA no Pacífico, sendo responsável por dirigir uma ampla variedade de atividades do Exército na Bacia do Pacífico, incluindo o planejamento de exercícios de treinamento conjunto, resposta a desastres naturais e monitoramento de operações de inteligência. Ele se aposentou do Exército em 1971.
Em 1971, o Exército o encarregou de preparar um estudo confidencial sobre o estado do continente asiático após a Guerra do Vietnã. Ele também foi palestrante convidado do Centro Nacional de Informação Estratégica (em inglês:  National Strategy Information Center), onde deu palestras sobre a mudança do equilíbrio do poder militar ou a história das Forças Especiais para vários grupos ao redor do país. Ele também foi convidado a visitar vários países, como Rodésia e Moçambique, para o Departamento de Estado. A partir de suas visitas, ele escreveu vários artigos falados que ainda são usados hoje.

## Vida posterior

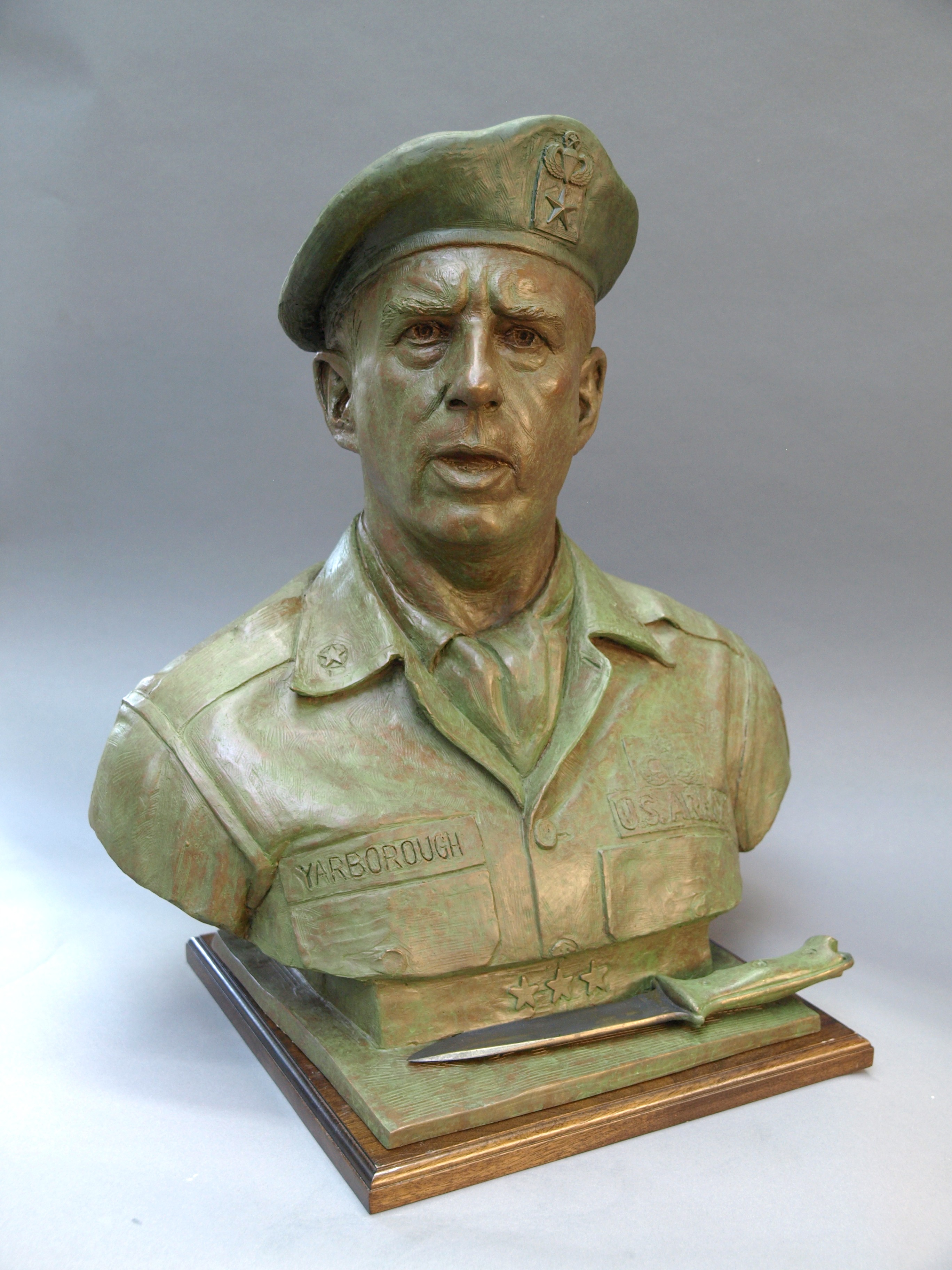
Busto do General-de-Brigada Yarborough.

Yarborough era membro dos clubes Rotary e Kiwanis. Ele também foi membro honorário do Regimento SAS Britânico e membro da Loja St. John's 260, F&AM. Ele escreveu dois livros: Bail Out Over North Africa e So You Want A Volunteer Army. O General Yarborough foi casado com sua esposa Norma por mais de 60 anos. Eles tiveram três filhos: duas meninas e um menino, o Tenente-Coronel (ref.) William Lee Yarborough, do Exército dos EUA. A Sra. Yarborough morreu em 1999.
Pouco antes de sua morte, Yarborough foi homenageado em 30 de setembro de 2005, com a doação de um busto em sua homenagem no Museu Aerotransportado e de Operações Especiais em Fayetteville, na Carolina do Norte. Em 2012, ele e o presidente John F. Kennedy foram homenageados com uma nova estátua no Centro e Escola de Guerra Especial John F. Kennedy do Exército dos EUA, em Fort Bragg. A estátua foi encomendada por Ross Perot.
Veterano de quatro saltos de combate, o General Yarborough detém, entre outros prêmios e condecorações, a Medalha de Serviço Distinto, Estrela de Prata, Legião do Mérito com três Conjuntos de Folhas de Carvalho, Estrela de Bronze, Medalha de Comenda de Serviços Conjuntos, Medalha de Bronze por Valor Militar italiana, Cruz Italiana por Valor, Croix de Guerre francesa com palma, Distintivo Regimental do 3º Regt. de Zuavos, Ordem de Mérito Coreana de Segunda Classe, Distintivo de Combate de Infantaria, os brevês paraquedistas cambojano, coreano, filipino, tailandês e vietnamita, e a Citação de Unidade com Conjunto de Folhas de Carvalho.
O Tenente-General William P. Yarborough foi enterrado no Cemitério Nacional de Arlington, SEÇÃO 4, LOCAL 3099-D. A faca Yarborough, feita pela Chris Reeve Knives em colaboração com William Harsey Jr., concedida a todos os formandos do Curso de Qualificação das Forças Especiais, leva seu nome em sua homenagem.